# Angelo Felici
Pour les articles homonymes, voir Felici.
Angelo Felici, né le 26 juillet 1919 à Segni, dans la province de Rome, dans le Latium et mort le 17 juin 2007 à Rome, est un cardinal italien, nonce apostolique en France de 1979 à 1988.

## Biographie

### Prêtre
Angelo Felici est ordonné prêtre le 4 avril 1942 pour le diocèse de Rome.

### Évêque
Nommé pro-nonce apostolique aux Pays-Bas (en) et archevêque in partibus de Caesariana (de) le 22 juillet 1967, il est consacré le 24 septembre suivant par le cardinal Amleto Cicognani.
Il est ensuite nommé nonce apostolique au Portugal (en) le 13 mai 1976, puis en France le 27 août 1979 où il reste neuf ans avant de retourner à Rome.

### Cardinal
Il est créé cardinal, par Jean-Paul II lors du consistoire du 28 juin 1988 avec le titre cardinal-prêtre de Santi Biagio e Carlo ai Catinari.
Il est nommé préfet de la Congrégation pour les causes des saints deux jours plus tard, le 1er juillet 1988. Il se retire de cette charge à 75 ans le 13 juin 1995, mais reprend du service six mois plus tard, le 16 décembre, date à laquelle il est nommé président de la Commission pontificale « Ecclesia Dei ». Il se retire définitivement à 80 ans le 13 avril 2000.
Il meurt le 17 juin 2007.

## Succession apostolique
Angelo Felici a ordonné les évêques suivants :
- Évêque António José Rafael (pt) (1977)
- Évêque Sauveur Casanova (1987)
- Archevêque Piergiorgio Silvano Nesti (it), C.P. (1993)